# Bölessjön (Tuna socken, Medelpad)
Bölessjön är en sjö i Sundsvalls kommun i Medelpad och ingår i Selångersåns huvudavrinningsområde. Sjön är 6,7 meter djup, har en yta på 0,0932 kvadratkilometer och är belägen 106,6 meter över havet.

## Delavrinningsområde
Bölessjön ingår i det delavrinningsområde (692160-157163) som SMHI kallar för Mynnar i Kolstabäcken. Medelhöjden är 138 meter över havet och ytan är 37,89 kvadratkilometer. Det finns inga avrinningsområden uppströms utan avrinningsområdet är högsta punkten. Robäcken som avvattnar avrinningsområdet har biflödesordning 3, vilket innebär att vattnet flödar genom totalt 3 vattendrag innan det når havet efter 7,3 kilometer. Avrinningsområdet består mestadels av skog (70 procent) och jordbruk (14 procent). Avrinningsområdet har 0,08 kvadratkilometer vattenytor vilket ger det en sjöprocent på 0,2 procent.